# Popalzai
Popalzai lub Popalzaj – nazwa klanu Pasztunów, część większego plemienia Durrani, z którego pochodził król Afganistanu Ahmed Szah Abdali. Były prezydent Afganistanu Hamid Karzaj, jest również jego członkiem.